# The Dedica Anthology
The Dedica Anthology (DA Hotels) était une chaîne hôtelière 5 étoiles. La chaîne était connue sous le nom de Boscolo Hotels lorsqu'elle a été achetée par Värde Partners (es), basée au Minnesota, en 2017. La marque a été revendue à Covivio en janvier 2019 et en 2020, tous les hôtels ont été renommés, sous les marques NH Hotels et Anantara Hotels, Resorts & Spas.

## Hôtels
- Palazzo Naiadi Rome, Rome, anciennement Boscolo Exedra Roma
- Grand Hotel Dei Dogi, Venise, anciennement Boscolo Venezia
- Palazzo Matteotti, Milan, anciennement Boscolo Milano
- New York Palace, Budapest, anciennement Boscolo Budapest Hotel
- Carlo IV, Prague, anciennement Boscolo Prague
- Hotel Plaza, Nice, anciennement Boscolo Plaza
- Palazzo Gaddi, Florence, anciennement Hotel Astoria